# Acropora teres
Acropora teres е вид корал от семейство Acroporidae.

## Разпространение
Видът е разпространен в Австралия, Американска Самоа, Виетнам, Гуам, Индия, Индонезия, Камбоджа, Кирибати, Малайзия, Малки далечни острови на САЩ, Микронезия, Ниуе, Острови Кук, Палау, Провинции в КНР, Самоа, Северни Мариански острови, Сингапур, Тайван, Тайланд, Токелау, Тонга, Тувалу, Уолис и Футуна, Фиджи, Филипини и Япония.